# دختر دبیرستانی در کلاس رفوزه‌ها
دختر دبیرستانی در کلاس رفوزه‌ها (انگلیسی: La liceale nella classe dei ripetenti) یک کمدی سکسی سبک ایتالیایی به کارگردانی ماریانو لائورنتی است که در سال ۱۹۷۸ میلادی منتشر شد.

## بازیگران
- گلوریا گوئیدا
- لینو بانفی
- جانفرانکو دانجلو
- آلوارو ویتالی
- کارلو اسپوزیتو
- بریگیته پترونیو